# Mihai Sârbulescu
Mihai Sârbulescu n. 23 februarie 1957, București, România  este un pictor și desenator român.  Pe timpul copilăriei și adolescenței a luat lecții de pictură cu Virgil Neagu și Liviu Lăzărescu. Incepând din anii de liceu participă la cursurile de ebraică și de interpretare a textelor biblice la Facultatea de filologie a Universității din  București  ținute de către poetul Ioan Alexandru. Pictează mereu, expune, este cu întreruperi profesor de pictură, scrie cărți despre pictură, despre învățământul artistic românesc, în dialog cu mari artiști contemporani, despre perioada uceniciei lor artistice. Participă cu fidelitate de la înființare la grupul „Prolog", longeviv și singular în activitatea artistică românească. 

## Studii
- Urmează cursurile Liceului de Arte Plastice „Nicolae Tonitza" din Capitală, absolvite în 1976 la clasa profesorului și pictorului Ștefan Sevastre.
- Este admis de la  primul examen la Institutul de Arte Plastice „Nicolae Grigorescu", secția de pictură, la clasa profesorului Marius Cilievici, facultate  pe care o absolvă în anul 1981
- Doctor al Universității Naționale de Arte București cu teza „Dosar Prolog”, 2010, coordonator Andrei Pleșu

## Afilieri
Membru al Uniunii Artiștilor Plastici din România, secția Pictură din anul 1990.
Cofondator din 1985 al  grupului Prolog împreună cu Paul Gherasim, Constantin Flondor, Christian Paraschiv și Horea Paștina
Colaborator al revistei Sinapsa

## Ocupații profesionale
- Un an și jumătate prin repartiție guvernamentală la o fabrică din Urziceni (1985-1986)
- Un an la CESAROM București
- Un an profesor la catedra de pictură a liceului pe care l-a absolvit
- 1990-1996 - cadru didactic la Academia de Arte din București
- 1997 - Profesor la Ludwig Forum din Aachen, Germania
- 2004- prezent - cadru didactic la Universitatea de Arte București, secția Pictură

## Tabere de creație
- Tabăra de creație Ștefan Luchian, Ipotești (1997-2003)
- Tabăra de creație de la Balcic
- Tabăra de  creație Pastel urban, Timișoara, 2011
- Tabăra de creație Rubin-Dubova, 2012
- Tabăra de creație de la Mănăstirea Râșca (2014-2022)
- Tabăra de creație "7 zile la Redondo", Portugalia.

## Expoziții  personale[2]
- 1985 - Atelier ’35,  București 1985
- 1990 - Căminul Artei,  București
- 1994 - Catacomba,  București
- 1995 - Ludwig Forum, Aachen, Germania
- 1997 - Galleria 28, Timișoara
- 1997 - Inspectoratul pentru Cultură, Bistrița
- 1997 - Klaus Kiefer Galerie, Essen, Germania
- 1999 - Inspectoratul pentru cultură Bistrița-Năsăud, Bistrița
- 2000 - Est-West, New York, S.U.A.
- 2001 - Galeria Verdi, București
- 2001 - Galeria Anticariat „Curtea-Veche”,  București
- 2002 - Institutul Român de Cultură, Berlin, Germania
- 2002 - " Comesenie la Șirnea", Galleria 28, Timișoara
- 2003 - Muzeul Brukenthal, Sibiu
- 2003 - Muzeul de Artă, Brașov
- 2003 - Galleria 28 & Anastasia, Timișoara
- 2003 - Galeria UAP Lugoj
- 2004 - Galeria Cervino, Augsburg, Germania
- 2005 - Institutul Român de Cultură și Cercetări Umaniste „Nicolae Iorga”, Palazzo Correr, Veneția, Italia
- 2010 - Galeria "Anticariat Curtea Veche", București
- 2011 - Galeria de artă Frezia, Dej.
- 2014 - „Trei teme", Banca Națională, București
- 2016 - Galeria Romană, București
- 2017 - Onești, jud. Bacău
- 2017 - Muzeul de artă Bacău
- 2017 - Biblioteca Academiei Române, în cadrul Proiectului Cultural Contemporanii
- 2018 - Galeria Arcade, Bistrița
- 2019 - Galeria Karo, Bacău, "Autoportret"
- 2019 - Galeria Romană, București
- 2022 - Galeria Romană, expoziție aniversară "pentru Emil", București
- 2022 - Galeria Karo, Bacău, expoziție documentară a grupului "Prolog"
- 2022 - noiembrie, Muzeul de artă din Cluj-Napoca, "Krisis".
- 2022 - decembrie, Galleria 28, Timișoara, "Orantes".
- 2023 - aprilie-mai, Liceul pedagogic Anastasia Popescu, "Aprilie",  București
- 2024 - decembrie - ianuarie 2025, "Autoportret", Galleria 28, Timișoara

## Expoziții personale peste hotare
- 1995 - Ludwig Forum, Aachen, Germania
- 1999 - Galeria Klaus Kiefer, Essen, Germania
- 2000 - Galeria Est-Vest, New York, SUA
- 2002 - Institul Cultursl Berlin, Germania
- 2004 - Galeria Cervino, Augsburg, Germania
- 2005 - Institutul Român pentru Cultură și Cercetare Umanistică, Veneția, Italia
- 2006 - Galeria Cervino, Augsburg, Germania

## Expoziții Prolog
- 1985, 1986, 1987, 1989, 1990 - Galeria  Căminul Artei, București
- 1991 - În cadrul expoziției „Filocalia”, Artexpo, București
- 1992 - Catacomba, București
- 1994 - „Seduzione della differenza”, Arte Fiera, Bologna,
- 1994 - Veneția, Italia
- 1994 - În cadrul expoziției „Orient-Occident”, Muzeul de Artă, Timișoara
- 1995 - Limassol, Cipru
- 1996 - Catacomba, București
- 1996 - Galleria 28, Timișoara
- 1999 - Galleria 28, Timișoara
- 1999 - "Sacrul în artă", Parlamentul României, sala Constantin Brâncuși
- 1999 - În cadrul expoziției „Sacrul în artă”, Sala Constantin Brâncuși, Palatul Parlamentului, București
- 2000 - Galeria Ludovic, București
- 2001 - Galeria Anticariat „Curtea-Veche”, București
- 2002 - „Comesenie la Șirnea”, Galleria 28, Timișoara
- 2003 - Primăria din Bethonvilliers, Franța
- 2004 - Muzeul de Artă, Arad
- 2004 - Galeria Anticariat „Curtea-Veche”, București
- 2006 - Galeria Anticariat „Curtea-Veche”, București
- 2007 - Primăria din Bethonvilliers, Franța
- 2007 - Galeria Oudin, Paris, Franța
- 2010 - Galeria Zikkurat, Teatrului Național și Palatului Artelor din Budapesta
- 2012 - "Alb" și "Floare de măr",  Galeria Anticariat Curtea Veche, București
- 2012 - Galleria Pygmalion, Timișoara
- 2013 - "Prolog. Însemnări din Grecia", Galeria Anticariat Curtea Veche, București
- 2014 - "Pâinea", Cuhnea mănăstirii Hurezi, Hurezu
- 2015 - "90+30",  Galeria Romană, București
- 2016 - Galeriile Karo, Bacău
- 2018 - Galeria Romană, București
- 2025 - Galeria de artă "Stefan Luchian" Botoșani - Expoziția de pictură și grafică - grupul Prolog "LOGOS"

## Expoziții de grup[3]
- 1982 - „Geometrie și sensibilitate”, Casa Artelor, Sibiu
- 1983 - „Construcția”, Atelier ’35, București
- 1985 - „Peisaj ’84, Tescani”, Galateea,  București
- 1985 - „Știința și arta”, Institutul de Arhitectură Ion Mincu, București
- 1987 - „Alternative”, Orizont, București
- 1987 - „Concurs Internațional al Tinerilor Artiști”, Sofia, Bulgaria
- 1988 - „Expoziția Națională a Tinerilor Pictori”, Baia-Mare
- 1990 - „Portretul prezidențial”, Galateea, București
- 1990 - „9+1”, Dalles, București
- 1990 - „Festivalul Internațional de Pictură”, Cagnes sur Mer, Franța
- 1990 - „Așteptare și izbucnire”, Szombathely, Ungaria
- 1991 - „Europa necunoscută”, Cracovia, Polonia
- 1991 - Galeria Turm, Horn, Austria
- 1992 - Lisabona, Portugalia
- 1992 - „Festival Plen-air”, Sternberck, Cehoslovacia
- 1992 - Galeria La Cordé, Paris, Franța
- 1992 - În cadrul „Conferinței Laicatului”, Muzeul Țăranului Român, București
- 1993 - Colecția Fundației „Anastasia”, Catacomba, București
- 1993 - „Însemne ale pictorului în materie și geometrie”, Muzeul Colecțiilor de Arta, București
- 1993 - „Însemnări pentru o nostalgie”, Muzeul de Artă, Timișoara
- 1993 - Espace Jacques Prevert, Savigny le Temple, Franța
- 1994 - „Pentru Eminescu”, Catacomba, București
- 1993 - „Tema”, Muzeul Național de Artă al României, București
- 1993 - „Pas d’accord avec Zefirelli”, performance, Muzeul Kiscelly, Budapesta, Ungaria
- 1993 - „Bizanț după Bizanț”, Veneția, Italia
- 1995 - Appledorn, Olanda
- 1996 - Festivalul Național „Filocalia”, Muzeul de Artă, Cluj-Napoca
- 1996 - „Chipuri de pictor”, Artexpo, București

- 1997 - „București dupa ’89”, Ludwig Forum, Aachen, Germania
- 1998 - „Versions of Transfigurations”, Mücsarnok, Budapesta, Ungaria
- 1998 - „Studiu, Nud”, Artexpo, București
- 1998 - „Tricentenarul Palatelor Brâncovenești de la Porțile Bucureștiului”, Sala Constantin Brâncuși, Palatul Parlamentului, București
- 1999 - „Una Bisanzio Latina”, Galeria Bramante, Roma, Italia
- 1999 - Centrul Cultural Român, Budapesta, Ungaria
- 1999 - „Rudenie și patrimoniu”, Kalinderu, București
- 2005 - „Portretul. Sine și oglindire”, „Palatele Brâncovenești de la Porțile Bucureștiului”, Mogoșoaia
- 2005 - „Colegi și prieteni. Pictură și documente”, Galeria Anticariat „Curtea-Veche”, București
- 2007 - „Balcic. Școala de la Marea Neagră”, Palatul Cercului Militar National, București
- 2008 - „Balcic. Școala de la Marea Neagră”, Galeriile Arcade, Bistrița
- 2008 - „Europ’Art”, Târgul Internațional de Artă Geneva, Elveția
- 2012 - „Pictori de azi la Balcic", Elite Art Gallery, București, octombrie-noiembrie 2012
- 2014 - Galeria Dialog,  București
- 2014 - Însemnări din Grecia, Capital Plaza Hotel, București
- 2015 - expoziție de grup „Contemporanii", Conacul Otetelișanu
- 2017 - Galeria Karo, Bacău, alături de Ilie Boca.
- 2017 - „Doi prieteni", cu Simion Crăciun la Galeria Romană
- 2019 - „Crucea, de la comunitate la comuniune", Universitatea de arhitectură Ion Mincu,  București
- 2019 - Muzeul memorial Nicolae Grigorescu, Câmpina
- 2019 - Galeria Karo, Bacău,  „Tabăra de creație de la Mănăstirea Râșca, 2014-2019"
- 2020 - Galeria Karo, Bacău, "Forest", expoziție vernisată fără public din cauza pandemiei de Corona-virus.
- 2023 - Muzeul de artă Târgoviște - "Pictură plus pictură egal pictură", împreună cu Marin Mihai Horea, 1 iunie - 27 august.
- 2025 - Muzeul de artă contemporană "George Apostu" Bacău, "TESCANI, loc binecuvântat", expoziție retrospectivă 1976-2024, februarie 2025.
- 2025 - expune împreună cu Sorin Ilfoveanu, Dorin Coltofeanu la galeria firmei The Group cu ocazia aniversării a 20 de ani de activitate a firmei, mai.

## Burse
- 1991 - Horn, Austria;
- 1995 - Ludwig Forum, Aachen, Germania.

## Rezidențe artistice
Gruparea Prolog
- 1985, 1986, 1987, 1988, 2000 - Tescani (j. Bacău)
- 1994, 1995, 2004 - Brebu Nou (j.  Caraș-Severin)
- 1994 - Veneția, Italia
- 1998 - Rimetea (j. Alba)
- 2001 - Șirnea (j. Brașov)
- 2003, 2007 - Bethonvilliers, Franța
- 2005 - Mânăstirea Oașa (j. Alba)
- 2007, 2012 - Balcic, Bulgaria
- 2008 - Cuptoare (Reșița)
- 2011 - Curțișoara (j. Olt) și Timișoara
- 2012 - Dubova (j. Mehedinți)

Alte rezidențe
- 1993, 2015 - Baia Mare
- 2005, 2006, 2008, 2009, 2010 - Balcic, Bulgaria
- 2002, 2013 - Tescani (j. Bacău)
- 2011 - Hodora (j. Iași)
- 2013 - Hanioti, Grecia
- 2014 - Madeira, Portugalia, Mănăstirea Râșca (j. Cluj), Băile Herculane, Conacul Arefu (j. Argeș), Conacul Oteteleșanu (j. Ilfov)
- 2015 - Conacul Otetelișanu, Tescani
- 2016 - Redondo, Portugalia

## Cărți publicate
- Despre Ucenicie, Editura Anastasia, 2002
- Jurnal, Editura Ileana, 2004
- Dosar Prolog,  Editura Ileana, 2007
- Despre ucenicie, ediția a doua revizuită, Editura Ileana, București, 2015
- Extemporal, Editura Ileana, 2023.
- De vorbă cu Elisabeta Păluleanu și Mihai Sârbulescu. Gheorghe Berindei în dialog cu Seniorul, Editura Sophia, București, 2025.

## Lucrări în colecțiile muzeale
- Muzeul Național de Artă Contemporană al României
- Muzeul de Artă Recentă
- Muzeul de Artă Bacău
- Muzeul "Rosetti-Tescanu", Tescani

## Volume care se referă la creația artistului
- Vasile Petrovici Mihai Sârbulescu - 101 autoportrete, Editura MEGA, Cluj-Napoca, 2020
- Vasile Petrovici Mihai Sârbulescu - pictură, grafică, Editura PIM, Iași, 2018
- Vasile Petrovici De vorbă cu Mihai Sârbulescu, Editura Bizantină, București, 2013
- Mihai Sârbulescu 2014, 15, 16, 17, Editura Ileana, 2018,
- Maria Pașc, De vorbă cu Mihai Sârbulescu, Editura Epifania, 2021.
- Maria Pașc, La Singureni, De vorbă cu Ion Grigorescu, Costion Nicolescu, Maria Nicolescu, Horea Pastina, Emilia Pop, Horia-Roman Patapievici, Mihai Sârbulescu, Antuza Scholz,   Editura Alicat, 2023.
- Maria Pașc, DOUĂ CAPITOLE. De vorbă cu Ovidiu Bădescu, Constantin Flondor, Sanda Flondor, Mihai Sârbulescu, Editura Ileana, București, 2023.

## Distincții
Distincții obținute:
- Ordinul Național "Serviciul Credincios" în grad de cavaler.
- "Crucea Nordului", Episcopia Ortodoxă Română a Europei de Nord

## Opera
- Ce timpuri sunt acelea în care sunt lucrate desenele și tablourile lui Mihai? Nu sunt copilăria și nici tinerețea, ci un trecut imaginar ideal, pot să-i spun timpul Van Gogh. Tot așa iubeau cei din Renaștere Antichitatea în resturile care ieșeau ici colo din pământ. Iluzoriu, stelele, pietrele, vâscu, lichenii nu au vârstă, nici la Aries, nici nici, dar gutuiului căruia îi curg rășinile are cam vârsta de acum a lui Mihai, aceeași cu a pâinii ușor crăpate aruncând în creștere firmituri și coji.[5] Despre pictura lui Mihai Sârbulescu, text de Ion Grigorescu
  - Acest elogiu al excesului, prezent în majoritatea imaginilor lui Mihai Sârbulescu, posedă un subînțeles demn de toată atenția: fără credință, actul de a picta. Excesul lui sublim, rămâne pentru suflet un simplu afrodiziac. Și încă o observație: ca să reziști în pictură nu este de ajuns să-ți consolidezi stereotipiile; orice redută cucerită care își consacră talentul trebuie grabnic aruncată în aer, în așa fel încât truda de a te deosebi de alții să nu covârșească conștiința faptului că nici n-ai pus încă început picturii tale.[6]

Pictura lui Mihai Sârbulescu, Text de Sorin Dumitrescu

## Mihai Sarbulescu - Despre Jurnal
La întrebarea pusa de Iolanda Malamen într-un interviu luat acum mulți ani; „Care este momentul nasterii unui jurnal?” Mihai Sârbulescu răspunde:
„Sunt două momente ale nașterii unui jurnal: unul, când te apuci să-l scrii și să-l notezi zilnic sau măcar din când în când pentru tine încă din adolescență, când pare că descoperi câte ceva sau te descoperi pe tine și notezi, și al doilea moment, când te hotărăști să-l publici. Mă întreba cineva de ce l-am publicat. Un om încă tânăr și publică un jurnal! Îl aveam pe caiet, am trecut printr-o perioadă mai dura în viață și am încercat să mă redescopăr cumva pe mine. Atunci m-am hotărât să-l transcriu pe calculator. În timp ce-l transcriam și îl mai periam un pic, am început să mă gândesc că, de fapt, în literatura română a pictorilor nu prea există jurnale. E adevărat. Materialul artistului plastic sau materialul muzicianului nu seamănă cu cel al scriitorului. Pictura, sculptura, muzica sunt limbi mute.
Nu că nu ar striga sau nu ar murmura când vor câte ceva, dar sunt nediscursive. Meseria pictorului și a muzicianului are o oralitate care ține de breaslă. Pictorii vorbesc între ei foarte mult.” despre acest Jurnal în confesiunea unui pictor de clopote.

## Cronică Plastică
«Am prezentat cartea „Despre ucenicie”, a lui Mihai Sârbulescu, atunci când a apărut" în 2002, la Editura Anastasia. Consistentă carte de interviuri, de fapt discuții mai ample, uneori cu doi sau chiar cu trei interlocutori, pe care pictorul Mihai Sârbulescu le realizează cu treisprezece pictori din prima linie a artei noastre de astăzi. Despre ucenicie a devenit din ce în ce mai greu accesibilă și tot mai căutată, în special de către studenți, acesta fiind și motivul reluării comentariilor pe marginea ei. Rând pe rând, se regăsesc în paginile cărții, în ipostază de actori principali, pentru că unii revin și în contexte în care accentul nu cade pe prezența lor, Gheorghe Berindei, Horia Bernea, Sorin Dumitrescu, Constantin Flondor, Paul Gherasim, Ion Grigorescu, Mihai Horea, Florin Mitroi, Horea Paștina, Ștefan Sevastre, Afane Teodoreanu, Mircea Tohătan și Vasile Varga. Câțiva dintre acești artiști, Horia Bernea, Florin Mitroi, Vasile Varga, au dispărut între timp, devenind, ei înșiși, istorie, iar Paul Gherasim, ideologul din umbră și pictorul extrem de precaut, a pășit decis în spațiul public și a deschis, în ultima vreme, vreo trei expoziții.
Prezența constantă este aceea a lui Mihai Sârbulescu însuși, moderatorul și, în același timp, cel de-al paisprezecelea pictor care provoacă și, implicit, participă la ampla discuție despre ucenicie. 
»
Ucenicul neascultător de Pavel Șușară